# Stylidium uliginosum
Stylidium uliginosum är en tvåhjärtbladig växtart som beskrevs av Olof Swartz. Stylidium uliginosum ingår i släktet Stylidium och familjen Stylidiaceae. Inga underarter finns listade i Catalogue of Life.